# Texas Red
Texas Red eller sulforhodamin-101-syreklorid er et rødt fluorescerende farvestof anvendt i histologi til farvning af celleprøver, sortering af celler med FACS-maskiner (fluorescent-activated cell sorting), i fluorescensmikroskopi-applikationer og i immunohistokemi.
Texas Red fluorescerer ved omkring 615 nm, og øverste niveau for dets absorptionsspektrum er ved 589 nm. Pulveret er mørkeviolet. Opløsninger kan eksiteres af en farvestoflaser tunet til 595-605 nm, eller mindre effektivt en kryptonlaser ved 567 nm. Ektinktionskoefficienten for absorption ved 596 nm er omkring 85.000 M−1cm−1. 